# Héctor Bonzo
Héctor Elías Bonzo (General Rodríguez, 11 de agosto de 1932-Buenos Aires, 22 de abril de 2009) fue un militar de la Armada Argentina que se desempeñó como comandante del crucero ARA General Belgrano hundido durante la guerra de las Malvinas.

## Biografía
En 1947, con quince años de edad, Bonzo ingresó a la promoción 79, en la Escuela Naval Militar y en 1952 egresó como guardiamarina del cuerpo comando. El viaje de Instrucción lo realizó en el buque ARA Pueyrredón. Su primer destino fue el crucero ARA La Argentina (C-3). En la Escuela de Aplicación de Oficiales hizo la especialidad de Artillería. Totalizó en su vida naval unas 200 000 millas de navegación.
Era licenciado en Sistemas Navales y ejerció el profesorado en nivel terciario. Fue miembro fundador e integrante del Consejo Directivo de la Asociación Amigos del Crucero General Belgrano, institución civil creada en 1987.
Estaba casado con Clelia Beatriz Guerra y tenía tres hijas, Estela, Cristina y Cecilia y cuatro nietas: Martina y Lara Díaz Varas, y Eugenia y Emilia Serra Bonzo.
Fue parte de la Plana Mayor de la fragata ARA Libertad en su segundo viaje de instrucción en el 1964. Comandante del aviso ARA Diaguita en 1971. Realizó la Campaña Antártica 1971/72 en el rompehielos ARA General San Martín, como segundo comandante. Entre otros destinos luego de hacer La Escuela de Guerra Naval fue jefe del Cuerpo de Cadetes de la Escuela Naval Militar (1975) y comandante de la División Avisos en 1977. Fue Agregado Naval adjunto y asesor en el CAMAS (Comando del Área Marítima del Atlántico Sur) sito en Río de Janeiro (Brasil) en 1978 y 1979. Durante cinco años y 30 000 millas ocupó los cargos de comandante. Durante el año 1981 fue comandante de la Escuadrilla de Apoyo y Sostén (cuyo buque insignia era el ARA Cabo San Antonio) y el 4 de diciembre de 1981 siendo capitán de navío asumió el comando del crucero ARA General Belgrano.que fue hundido por un submarino inglés en el marco del conflicto en Malvinas el 2 de mayo de 1982. El capitán Bonzo, antes de abandonar su buque agonizante, se aseguró de que todos los sobrevivientes estuviesen en las balsas. Fue el último en abandonar el barco, acompañado del suboficial Ramón Barrionuevo, quien lo convenció de no hundirse con su barco, tal la intención de Bonzo. Tras recorrer la cubierta verificando que no quedaba nadie que no pudiera ser evacuado, alcanzaron los restos de la proa, inflaron sus chalecos salvavidas y se lanzaron a las gélidas aguas del Atlántico Sur dejando una imagen única para la posteridad.
Al finalizar el fue nombrado jefe de Personal Superior de la Armada y en 1983 fue designado subsecretario general naval. En noviembre de ese año pidió el pase a retiro voluntario con la jerarquía de capitán de navío, luego de treinta y siete años de servicios continuados.
El capitán de navío Bonzo no sólo reivindicó la memoria de quienes murieron en el hundimiento del crucero (manifestando siempre que fueron "caídos en batalla", y no como víctimas de un “crimen de guerra”) sino que mantuvo contacto permanente con los sobrevivientes, preservando los vínculos tejidos en las horas de prueba compartidas y acompañándolos, incluso en los acontecimientos de su vida familiar. “Vivir es asumir la responsabilidad de acompañar a la gente, es seguir luchando por ellos, porque las responsabilidades no terminaron con el hundimiento, y la realidad es que a lo largo de los años estuve al lado de la dotación y va a ser así hasta que Dios me llame”, explicó en un reportaje recogido por la Gaceta Marinera.
Falleció el 22 de abril de 2009 a raíz de un paro cardíaco.

## Publicaciones
Tenía dos libros editados, 1093 Tripulantes y 323 Héroes del Belgrano. El primero fue escrito por él mismo y editado en 1992 al cumplirse una década de la Guerra de las Malvinas, reflejando su testimonio y rindiendo homenaje a su dotación y seres queridos.

323 Héroes del Belgrano fue coescrito y editado en 2001 junto a un grupo de supervivientes del crucero, reflejando este las imágenes de los caídos en el hundimiento del Belgrano.